# Viết hợp tác
Nếu muốn viết bài theo kiểu hợp tác thì các tiến trình viết bài phải cực kỳ tùy thuộc vào tình cảnh thể loại. Theo giới học giả thì cả hai loại viết, học thuật và kinh doanh, có nhiều thuật ngữ đã được dùng để xác định các tiến trình viết hợp tác. Chúng bao gồm:
- Viết theo kiểu Cộng sự hay Viết bởi một tác giả: một người lãnh đạo các người khác, họ biên soạn ý tưởng của nhóm và viết bài.[3][4]
- Viết tuần tự: mỗi người góp công được giao phó và sau đó chuyển tiếp cho người kế và cứ thế tự do chỉnh sửa.[3]
- Phân công Ngang hàng hay Viết song song: mỗi người làm một phần của toàn bộ dự án và rồi một thành viên biên soạn nó.[3][5]
- Viết theo kiểu Phân Tầng: mỗi người đóng một vai trò trong tiến trình viết bài tổng hợp cho một dự án theo tài năng mỗi người.[3]
- Viết theo kiểu phản ứng hay kiểu đối ứng: tất cả nhóm làm việc và viết cho dự án cùng một lúc, điều chỉnh và phê bình công trình của mỗi người.[3][5][6]